# Glykon-Schlange

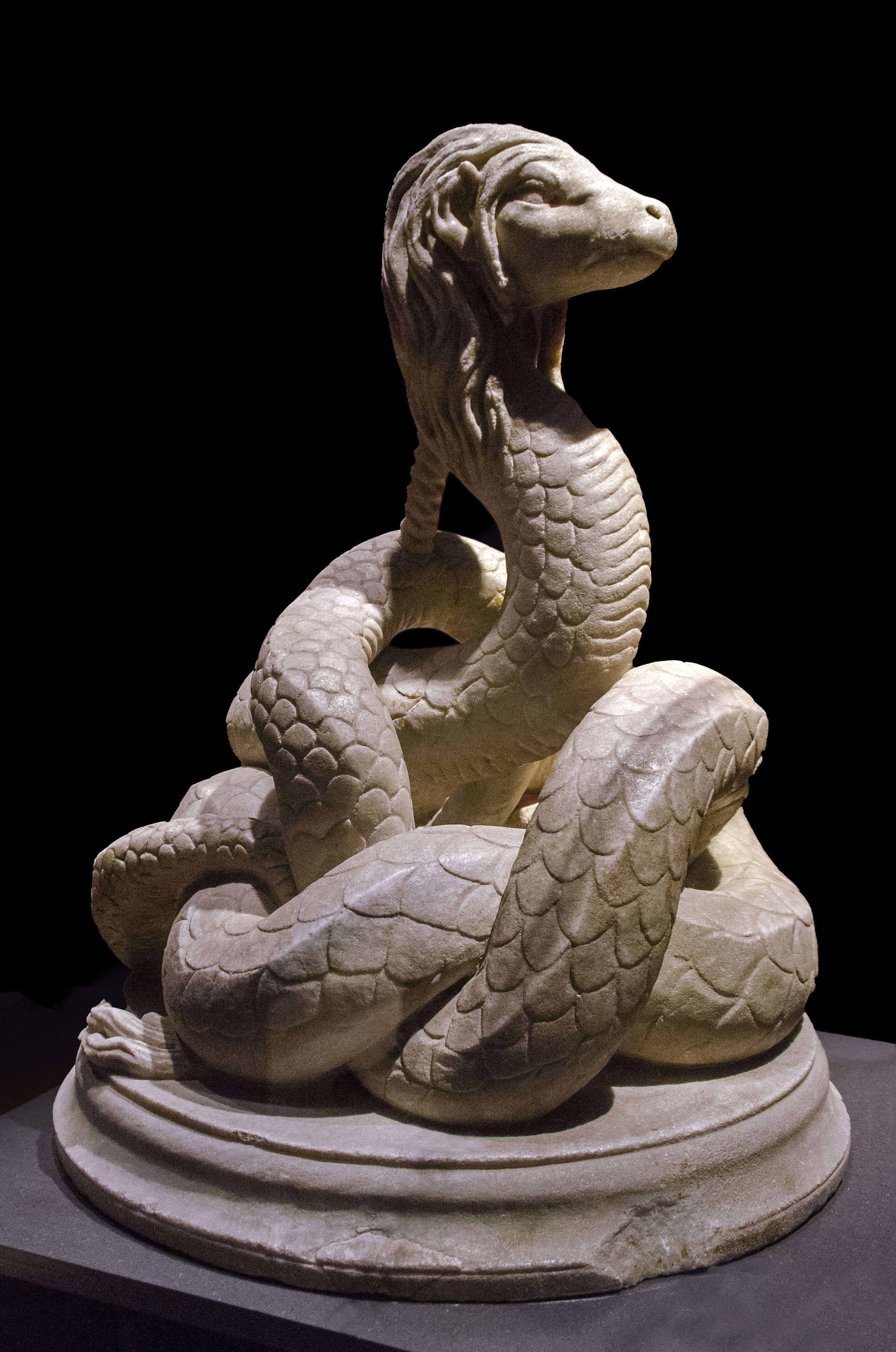
Die Glykon-Schlange von Constanța

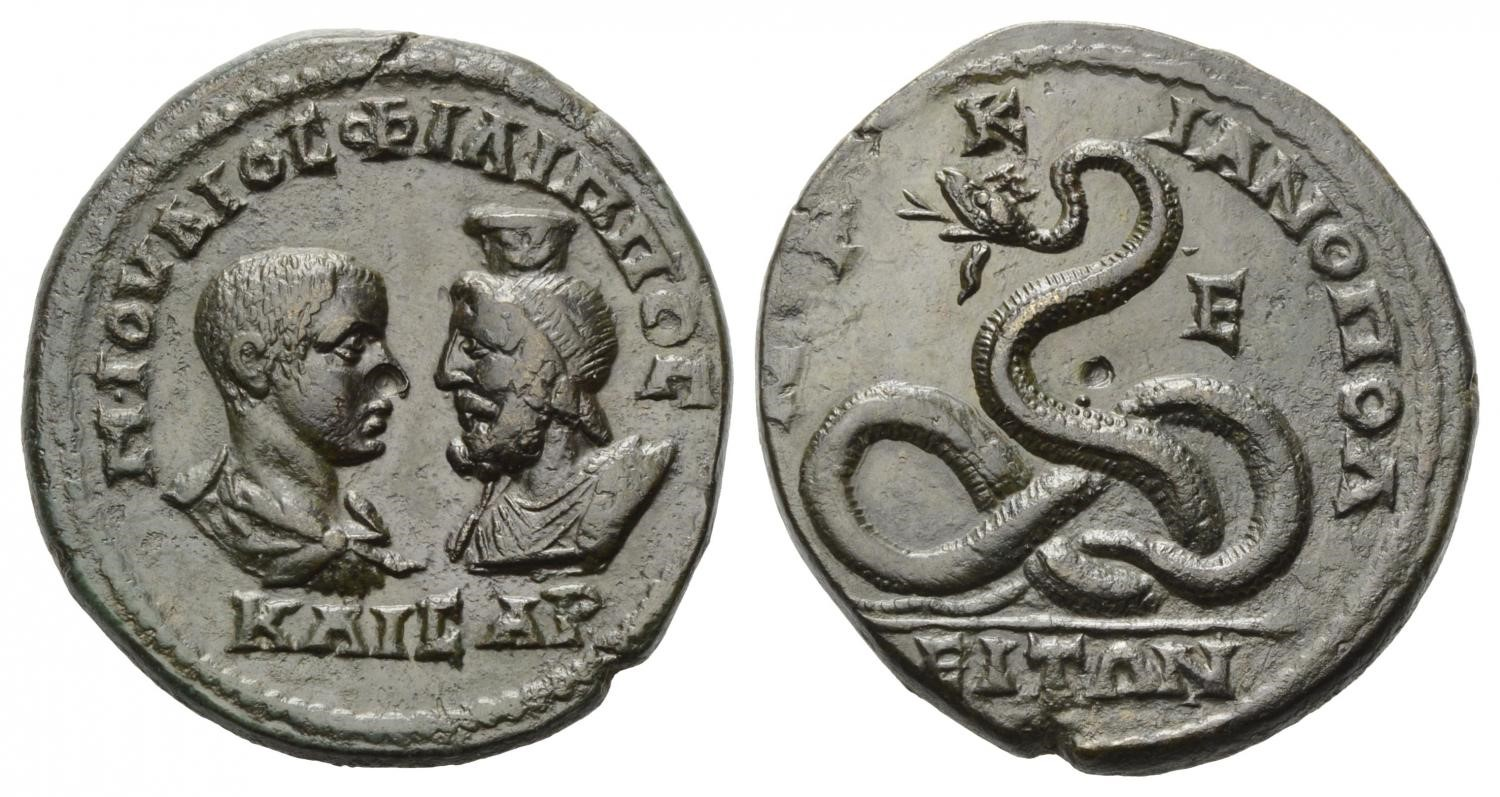
Pentassarion geprägt unter Philippus II. (Caesar von 244 bis 247 n. Chr.) in Markianopolis. Die Rückseite der Münze zeigt eine Glykon-Schlange mit Bart.

Die Glykon-Schlange (altgriechisch Γλύκων Glýkōn) ist ein Fabeltier der griechischen Mythologie und wurde zum Kultobjekt des Asklepios-Kultes im antiken Süd- und Südosteuropa.

Das Tier wird als eine Chimäre beschrieben, die aus einem Antilopenkopf (auch als Menschenkopf gedeutet) mit Menschenhaar und -ohren und einem Schlangenkörper, der in einen Löwenschwanz endet, besteht.
Eine kultische Bedeutung erwarb dieses Tier in Verbindung mit dem Glykon-Orakel. Dieses wurde in der Zeit der Herrschaft von Antoninus Pius  in der paphlagonischen Stadt Abonuteichos erwähnt und von einem Betrüger, Alexander von Abonuteichos, inszeniert, um mit dem Aberglauben der Menschen Geschäfte zu machen.

## Objekte
In den Ruinen der antiken Hafenstadt Tomis am Schwarzen Meer, heute am Ort der rumänischen Stadt Constanța, wurde 1962 bei Ausgrabungen ein Ensemble griechischer Götterstatuen freigelegt, die wohl im 4. Jahrhundert aus Furcht vor einer Zerstörung durch christliche Eiferer vergraben worden waren. Zu diesen Objekten gehört auch eine perfekt erhaltene Marmorfigur einer Glykon-Schlange. Das Kunstwerk wurde aus einem einzigen Block herausgearbeitet. Das Kunstobjekt befindet sich heute im Archäologischen Museum (Muzeul de Istorie Națională și Arheologie Constanța).
Ein Relief im Rijksmuseum van Oudheden, Leiden zeigt einen bärtigen Menschenkopf mit Schlangenleib und Löwenschwanz; es wird als Sarapis mit Schlangenkörper gedeutet.
Weitere Belege für Glykon-Schlangen stellen Münzprägungen und seltene Kleinfiguren dar, die wohl in kultischer Verwendung waren.